# Dompierre-du-Chemin
Dompierre-du-Chemin è un comune francese di 559 abitanti situato nel dipartimento dell'Ille-et-Vilaine nella regione della Bretagna.

## Società

### Evoluzione demografica
Abitanti censiti